# Листенбург

Карта Западной Европы с Листенбургом (слева) и без него (справа)

Листенбург (англ. Listenbourg) — вымышленное государство, интернет-мем, возникший в результате шутки в октябре 2022 года. Заявлялось о том, что Листенбург находится на Пиренейском полуострове и граничит с Португалией и Испанией.

## Появление мема
Мем появился 30 октября 2022 года, когда французский пользователь Гаспар Хелшер опубликовал в своем аккаунте в Твиттере отфотошопленную карту Европы с дополнительным участком суши, прикрепленным к Пиренейскому полуострову. Как заявил создатель карты, подобным образом он хотел проверить распространённый стереотип о том, что жители США не разбираются в европейской географии.
Пост встретил одобрительную реакцию со стороны остальных пользователей, а вскоре страна получила собственное название — Листенбург, такое наименование появилось вследствие созвучия с названиями Лихтенштейна, Люксембурга и Литвы.

## Популярность
Шутка приобрела вирусную популярность, когда другие пользователи в Твиттере начали предлагать различные факты о выдуманной стране, сфабрикованные фотографии и спутниковые карты, якобы показывающие её особенности. За несколько дней появились десятки аккаунтов, утверждающих, что они представляют какие-либо правительственные учреждения Листенбурга, и люди придумали для него столицу, флаг, историю, национальный гимн и культуру.

Карта Листенбурга с указанием пяти регионов страны и столицы

Несколько известных пользователей социальных сетей присоединились к шутке. Участники шутки попытались конкретизировать существование Листенбурга с помощью подробных сообщений в социальных сетях. Совместные действия пользователей привели к тому, что страна была разделена на пять регионов: Флюсерде, Кустерде, Миттеланд, Адриас и Казейер. Было объявлено о том, что население государства составляет 59 млн человек. Создатель мема, Гаспар Хелшер, был избран президентом Листенбурга.

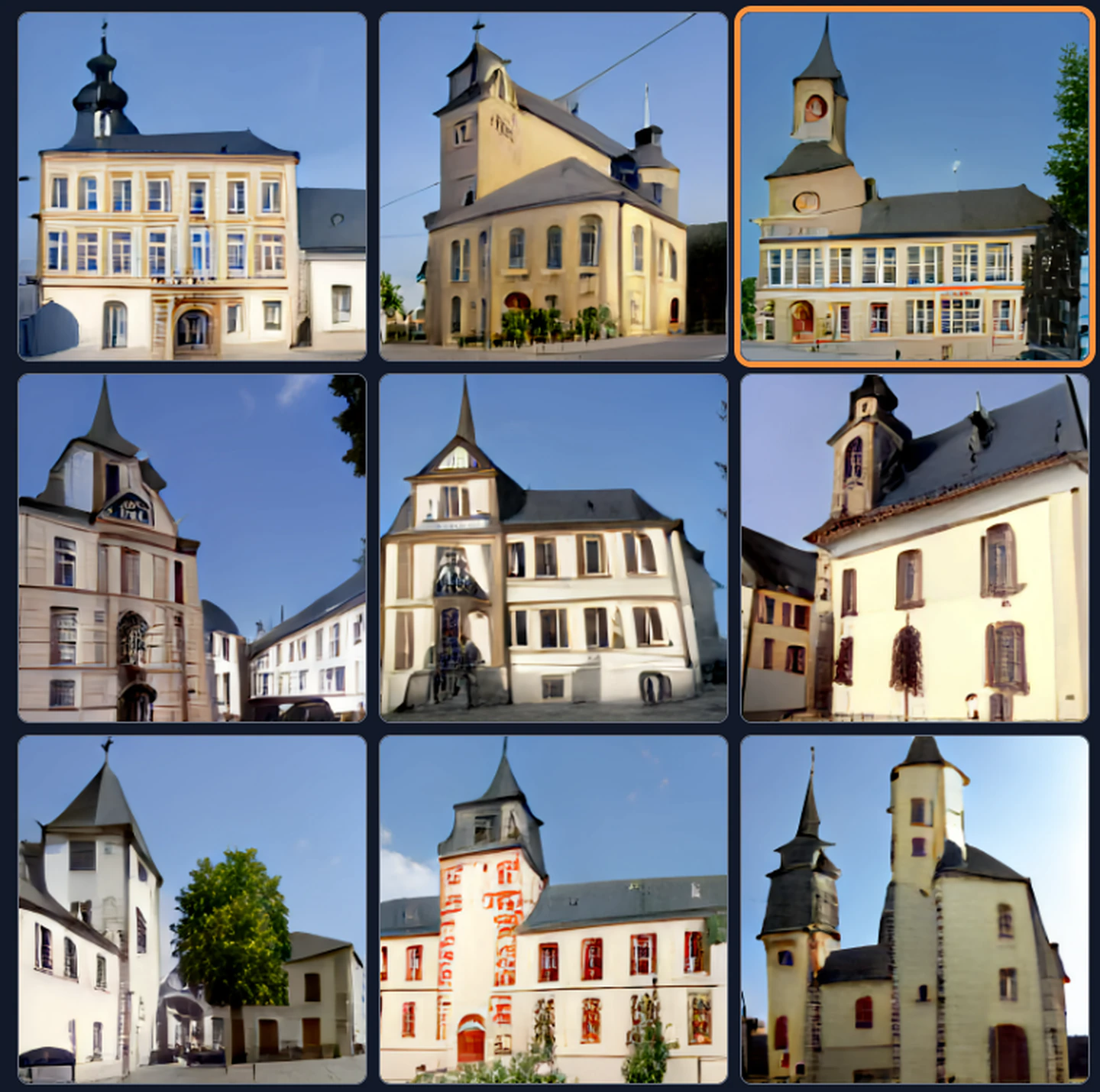
Здания в традиционном европейском стиле, созданные при помощи нейросети при введении слова «Listenbourg»

Было обнаружено, что нейросеть DALL-E генерировала здания в традиционном европейском стиле при вводе слова «Listenbourg» в качестве подсказки. В ноябре 2022 года вымышленная страна попала в тренды Твиттера, а хештег #Listenbourg в TikTok набрал более 75 млн просмотров.

## Реакция

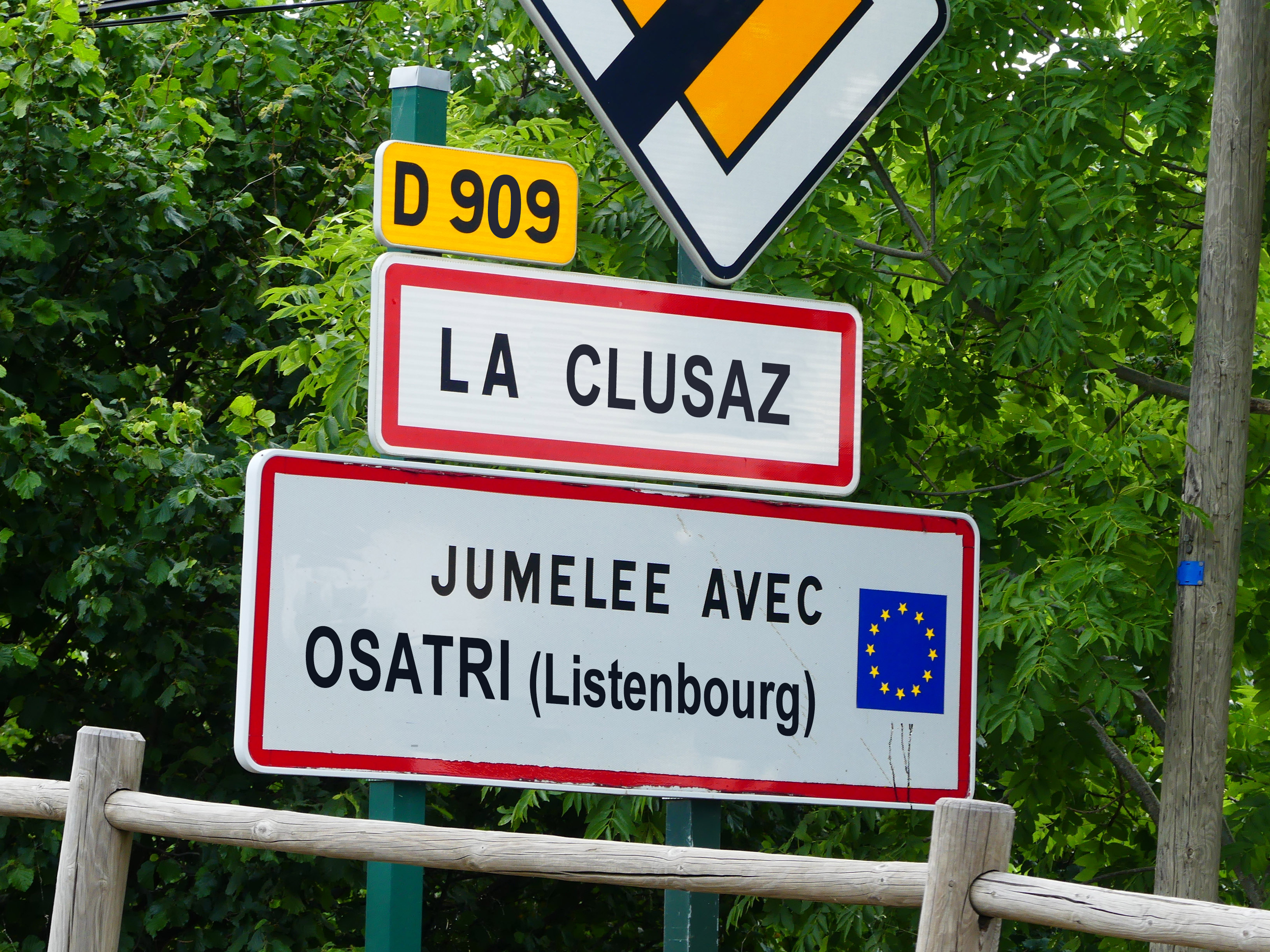
Табличка, установленная в коммуне Ла-Клюз в честь установления побратимских отношений со столицей Листенбурга

Появление Листенбурга получило широкий отклик у крупных международных телеканалов и организаций. Например 31 октября 2022 года официальный Твиттер-аккаунт оргкомитета Олимпийских игр 2024 года в Париже написал: «Число олимпийских делегаций возросло с 206 до 207 с прибытием Листенбурга». 
Компания Amazon Prime Video объявила, что репортаж об истории Листенбурга будет выпущен на платформе 31 февраля (в несуществующую дату). Ирландская авиакомпания Ryanair опубликовала вирусную карту Европы, написав, что они «гордятся тем, что объявляют о нашей новой базе в Листенбурге!».
В свою очередь, французский государственный телеканал TF1 представил реалистичный прогноз погоды для вымышленной страны. Футбольный клуб «Тулуза» заявил, что команда отправляется на тренировочный сбор в Листенбург. Розыгрыш также дошел до Гран-при Формулы-1, когда «Canal + Sport» поддержал фиктивное государство.

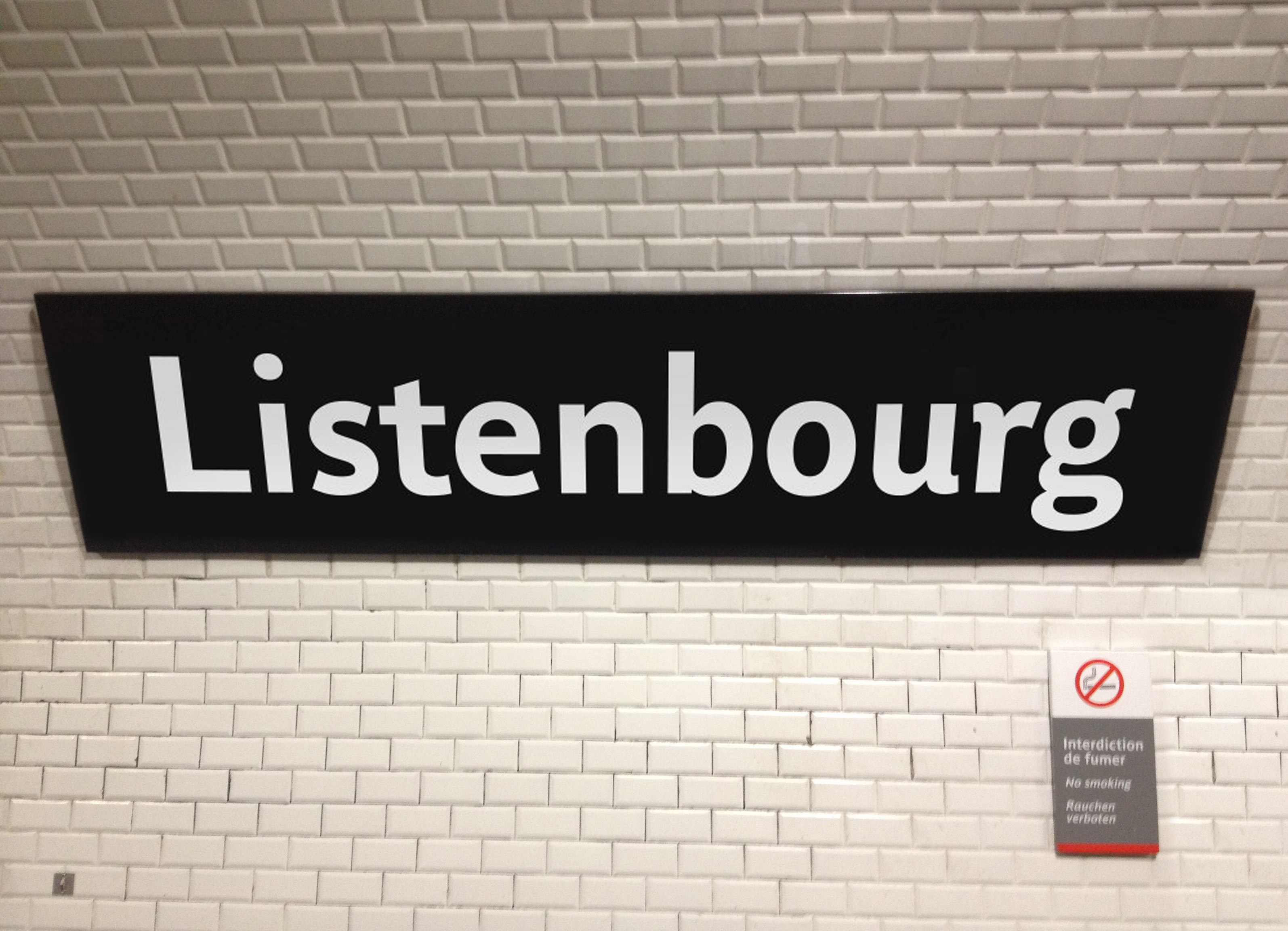
Фотожаба, опубликованная компанией RATP с заявлением об открытии новой станции парижского метрополитена

1 ноября 2022 года компания по разработке программного обеспечения для GPS-навигации Waze опубликовала на французском языке твит следующего содержания: «Le Listenbourg, nous au moins on sait comment y aller!» («Листенбург, по крайней мере, мы знаем, как туда добраться!»).
Французский политик Жан Лассаль заявил, что посетил сельскохозяйственный фестиваль в Листенбурге. Власти города Ницца объявили о том, что установили побратимские отношения со столицей Листенбурга. 
Другие бренды и организации, опубликовавшие информацию о Листенбурге, включают, в частности, горнолыжный курорт Ла Клюза, британскую онлайн-службу доставки еды «Deliveroo», сеть ресторанов «Buffalo Grill», парижского городского транспортного оператора «RATP Group», высокоскоростные поезда Национального общества французских железных дорог, а также национальную сборную Франции по хоккею с шайбой.